# 센즈촌 (도쿄도)
센즈촌(泉津村)은 도쿄도 なし에 설치되었던 촌이다. 현재의 오시마정에 해당한다.